# Кудря Ганна Степанівна
Ганна Степанівна Кудря (1935, село Шишаки, тепер смт. Шишацького району Полтавської області) — українська радянська діячка, доярка колгоспу імені Ілліча Шишацького району Полтавської області. Депутат Верховної Ради СРСР 7—8-го скликань.

## Біографія
Народилася в селянській родині. У 1951—1956 роках — оператор Шишацької інкубаторної станції Полтавської області.
У 1956—1959 роках — колгоспниця, ланкова з вирощення просапних культур, з 1959 року — доярка колгоспу імені Ілліча села Шишаки Диканського (потім — Шишацького) району Полтавської області. Від кожної закріпленої за нею корови надоювала по 2650 кілограмів молока за рік.
Без відриву від виробництва здобула середню освіту: закінчила заочну середню школу.
Член КПРС з 1967 року.

## Нагороди
- орден Леніна (1966)
- ордени
- медалі